# 库姆豪森
库姆豪森是德国巴伐利亚州的一个市镇。总面积37.05平方公里，总人口5195人，其中男性2603人，女性2592人（2011年12月31日），人口密度140人/平方公里。